# Trapidil
Trapidil ist ein Arzneistoff, der in Form von Kapseln und Injektionen zur Behandlung der koronaren Herzkrankheit (KHK), zur Prophylaxe kardiovaskulärer Komplikationen nach einem Myokardinfarkt und in der Therapie der peripheren arteriellen Verschlusskrankheit eingesetzt wird. Es wirkt vor allem als nicht-selektiver Phosphodiesterase-Hemmer über eine Weitstellung der Koronargefäße und hemmt darüber hinaus die Thrombozytenaggregation. Entwickelt wurde Trapidil in den 1960er Jahren vom Hydrierwerk in Rodleben und am Institut für Pharmakologie der Martin-Luther-Universität Halle-Wittenberg.

## Klinische Angaben

### Anwendungsgebiete (Indikationen)
Trapidil wird vorrangig eingesetzt zur Behandlung der koronaren Herzkrankheit (KHK) durch Senkung der Vor- und Nachlast des Herzmuskels, insbesondere bei Patienten mit einer Unverträglichkeit gegenüber den standardmäßig eingesetzten Wirkstoffen aus der Substanzklasse der Nitrate. Darüber hinaus verringert es nach einem Myokardinfarkt die Häufigkeit weiterer kardiovaskulärer Komplikationen. Bei Patienten mit peripherer arterieller Verschlusskrankheit verbessert Trapidil die Durchblutung der Gliedmaßen und die Gehleistung.

### Art der Anwendung
Die Anwendung von Trapidil erfolgt entweder oral in Kapselform oder durch intravenöse Injektion. Der Einsatz in wirkstoff-freisetzenden Stents (drug-eluting stents) befindet sich in der klinischen Testung.

### Unerwünschte Wirkungen (Nebenwirkungen)
Gelegentliche Nebenwirkungen einer Behandlung mit Trapidil sind Übelkeit und Erbrechen, Appetitlosigkeit, Unwohlsein in der Bauchgegend und Völlegefühl sowie Kopfschmerzen. Zu den selten auftretenden unerwünschten Wirkungen zählen unter anderem allergische Reaktionen sowie orthostatische Hypotonie und ein Druckgefühl im Brustbereich, die beide möglicherweise mit einer zu raschen intravenösen Gabe assoziiert sind. Schwerwiegende Komplikationen sind bisher nicht beschrieben worden.

## Pharmakologische Eigenschaften

### Wirkmechanismus (Pharmakodynamik)
Trapidil wirkt vorwiegend als nicht-selektiver Phosphodiesterase-Hemmer über eine Erweiterung der Koronargefäße (Vasodilatation). Darüber hinaus hemmt es die Thrombozytenaggregation sowie die Synthese von Thromboxan A2, wodurch die Fließfähigkeit des Blutes steigt. Es reguliert außerdem die Calciumkonzentration in glatten Gefäßmuskelzellen und Herzmuskelzellen.

### Aufnahme und Ausscheidung (Pharmakokinetik)
Trapidil hat bei oraler Aufnahme eine hohe Bioverfügbarkeit und eine Halbwertzeit von rund 2,4 Stunden. Die Biotransformation findet vorrangig in der Leber statt, der wichtigste Metabolit ist Desethyltrapidil. Wiederholte Anwendung führt wahrscheinlich zu einer Induktion der entsprechenden metabolisierenden Enzyme. Die Ausscheidung erfolgt innerhalb von 24 Stunden nahezu vollständig über die Niere.

## Sonstige Informationen

### Geschichtliches
Trapidil wurde 1964 im VEB Deutsches Hydrierwerk in Rodleben in der damaligen Deutschen Demokratischen Republik (DDR) erstmals synthetisiert, in den Folgejahren am Institut für Pharmakologie der Martin-Luther-Universität Halle-Wittenberg untersucht und 1971 für den DDR-Markt zugelassen. Drei Jahre später erfolgte die Vergabe einer Lizenz für den Vertrieb in Japan, wo es seit 1979 zugelassen ist und das meistverordnete Mittel zur Behandlung der KHK darstellt. Darüber hinaus ist es auch auf dem italienischen Arzneimittelmarkt von Relevanz. Es zählt damit zu den wenigen Präparaten aus der Arzneimittelforschung in der DDR, die auch im westlichen Ausland Bedeutung erlangt haben. Die Zulassung in der Bundesrepublik Deutschland erfolgte 1992 unter dem Handelsnamen Rocornal.

## Handelsnamen
Rocornal (D, A, CZ, JP), Avantrin (I), Travisco (BR), Trapidil (INN)